# It’s Called a Heart
It’s Called a Heart ist ein Lied der britischen Band Depeche Mode. Es erschien im September 1985 als Single aus ihrem Album The Singles 81→85. Es ist eine der wenigen Singles der Band, die nicht auf einem Studioalbum zu finden sind.

## Geschichte
It’s Called a Heart wurde Anfang 1985 mit Daniel Miller eingespielt und war die zweite Singleauskopplung aus dem Kompilationsalbum The Singles 81→85.

## Musikvideo
Das Musikvideo wurde erneut mit Regisseur Peter Care gedreht. Es wurde in einem Kornfeld in Berkshire aufgenommen. Letztmals ist Dave Gahan mit blondem Haar zu sehen.

## Kritiken
Ned Raggett von AllMusic bezeichnete das Stück als „schwächste Single“ der Band in den 1980ern. Er gab dem Stück zweieinhalb von fünf Sternen.

## Kommerzieller Erfolg

### Chartplatzierungen
In Großbritannien erreichte das Lied Platz 18, in der Bundesrepublik Deutschland Platz acht der Charts.
| ChartsChartplatzierungen     | Höchstplatzierung | Wochen |
| ---------------------------- | ----------------- | ------ |
| Deutschland (GfK)            | 8 (12 Wo.)        | 12     |
| Schweiz (IFPI)               | 7 (7 Wo.)         | 7      |
| Vereinigtes Königreich (OCC) | 18 (4 Wo.)        | 4      |

### Auszeichnungen für Musikverkäufe
| Land/Region     | Auszeichnungen für Musikverkäufe (Land/Region, Auszeichnung, Verkäufe) | Verkäufe |
| --------------- | ---------------------------------------------------------------------- | -------- |
| Schweden (IFPI) | Gold                                                                   | 25.000   |
| Insgesamt       | 1× Gold ·                                                              | 25.000   |

Hauptartikel: Depeche Mode/Auszeichnungen für Musikverkäufe